# Penicillium glandicola
Penicíllium glandícola (лат.) (ранее — пеници́лл зерни́стый, лат. Penicíllium granulátum) — вид несовершенных грибов (телеоморфная стадия неизвестна), относящийся к роду Пеницилл (Penicillium).
Характерной особенностью вида являются крупнозернистые под микроскопом ножки конидиеносцев.

## Описание
Колонии на агаре Чапека ограниченнорастущие, пучковатые, со слабо выраженным спороношением в голубовато-зелёных или сизо-зелёных тонах. Реверс грязно-жёлтый до оранжевого-коричневого. Обычно имеется резкий ароматный запах. На CYA колонии на 7-е сутки 1,5—3 см в диаметре, с небольшими коремиями, с жёлтым, оранжево- или красно-коричневым реверсом, обычно с каплями бесцветного или жёлтого экссудата. На агаре с солодовым экстрактом (MEA) колонии 1—1,5 см в диаметре на 7-е сутки, с оранжевым до оранжево-красного реверсом. Колонии на агаре с дрожжевым экстрактом и сахарозой (YES) 2—5 см в диаметре на 7-е сутки, с ярко-оранжево-красной обратной стороной. При 30 и 37 °C рост отсутствует.
Конидиеносцы трёхъярусные, с крупнобугорчатыми стенками, 100—200 мкм длиной и 3,5—4,5 мкм толщиной, с прижатыми элементами. Метулы цилиндрические, иногда несколько вздутые на верхушке, 8—14 мкм длиной и 3,5—4,5 мкм толщиной. Фиалиды цилиндрические, суженные в отчётливую шейку, 8—11 × 2,2—3 мкм. Конидии эллипсоидальные, затем почти шаровидные, гладкостенные, 3—3,5 × 2,2—2,8 мкм.

### Отличия от близких видов
Отличается от Penicillium concentricum способностью образовывать оформленные коремии с головчатой верхушечной частью, а также крупношероховатыми конидиеносцами.

## Экология и значение
Встречается в кислых лесных почвах, а также на дубовой древесине, на желудях, на винных пробках.
Продуцент токсинов патулина, пенитрема A, рокфортина C. Метаболиты P. glandicola могут содержаться в винных пробках, вследствие чего портится вкус вина.

## Таксономия
Описан нидерландским ботаником К. Удемансом в 1903 году с дубовых желудей (отсюда название: лат. glans — «жёлудь», -cola — «обитатель»).
Penicillium glandicola (Oudem.) Seifert & Samson, Adv. Pen. Asp. Syst. 144 (1985). — Coremium glandicola Oudem., Ned. Kruidk. Arch. 2 (3): 918 (1903).

### Синонимы
- Coremium glandicola Oudem., 1903
- Penicillium divergens Bainier & Sartory, 1912
- Penicillium granulatum Bainier, 1905
- Penicillium granulatum var. globosum Bridge et al., 1989
- Penicillium schneggii Boas, 1914